# Kerry Hudson
Pour les articles homonymes, voir Hudson.
Œuvres principales
La Couleur de l'eau
Kerry Hudson, née en 1980 à Aberdeen, est un écrivain britannique.

## Biographie
Elle grandit dans les quartiers défavorisés de Aberdeen. Les conditions de vie difficiles de son enfance et de sa jeunesse qu'elle décrit dans son roman Tony Hogan m'a payé un ice-cream soda avant de me piquer maman (Tony Hogan bought me an ice-cream float before he stole my ma), publié en 2012.
Elle obtient le prix Femina étranger 2015 pour son deuxième roman La Couleur de l'eau (Thirst), paru en 2014.
Elle vit aujourd'hui (novembre 2015) à Berlin.

## Œuvre

### Romans
- Tony Hogan bought me an ice-cream float before he stole my ma (2012) – Finaliste du Guardian First Book Award en 2012 Publié en français sous le titre Tony Hogan m'a payé un ice-cream soda avant de me piquer maman, traduit par Florence Lévy-Paoloni, Paris, Éditions Philippe Rey, 2013, 298 p.  (ISBN 978-2-84876-376-7)
- Thirst (2014) – prix Femina étranger 2015 [2]Publié en français sous le titre La Couleur de l'eau, traduit par Florence Lévy-Paoloni, Paris, éditions Philippe Rey, 2015, 346 p.  (ISBN 978-2-84876-470-2)
- Lowborn: Growing Up, Getting Away and Returning to Britain's Poorest Towns (2019) Publié en français sous le titre Basse naissance, éditions Philippe Rey, 2020, 288 p.  (ISBN 978-2848767864). Traduit par Florence Lévy-Paoloni.

### Scénarios
- 2021 : H24 (série télévisée), épisode 9 "15h - Gloss"